# Estadio Sixto Escobar
Estadio Sixto Escobar – wielofunkcyjny stadion w San Juan w Portoryko, na którym rozgrywane są głównie mecze piłkarskie. Został wybudowany w 1935. Mieści 18 000 osób. Jest domową areną klubu Club Atlético River Plate Puerto Rico.